# 南瓜类茎吸虫
南瓜类茎吸虫（学名：Microphalloides peponis）为微茎科类茎属的动物。在中国大陆，分布于广西壮族自治区北海市等地，营寄生生活，寄生在肠。该物种的模式产地在广西壮族自治区北海市。